# Франциск Ксаверій Годебський
Франциск Ксавері Годебський (пол. Franciszek Ksawery Godebski; 1801 — 17 травня 1869) — польський письменник і журналіст. Батько скульптора Ципріана Годебського.
Народився у Франкенталі у родині Ципріана Годебського.
Був у 1822—1823 роках редактором кількох літературних часописів у Варшаві, зокрема «Ванди». Брав участь у Листопадовому повстанні, був членом Сейму в 1831 році та редактором журналу «Орзел Біли».
З 1832 по 1858 жив у Франції. У 1841 році став співзасновником, а з 1853 року викладачем школи Батіньоль (Школа Батіньольська). У 1849 р. Францішек став адміністратором «La Tribune des Peuples» (Народна труба). Повернувшись до Польщі, він став куратором Оссолінеуму у Львові.
Помер у Львові й похований на 9 полі Личаківського кладовища.

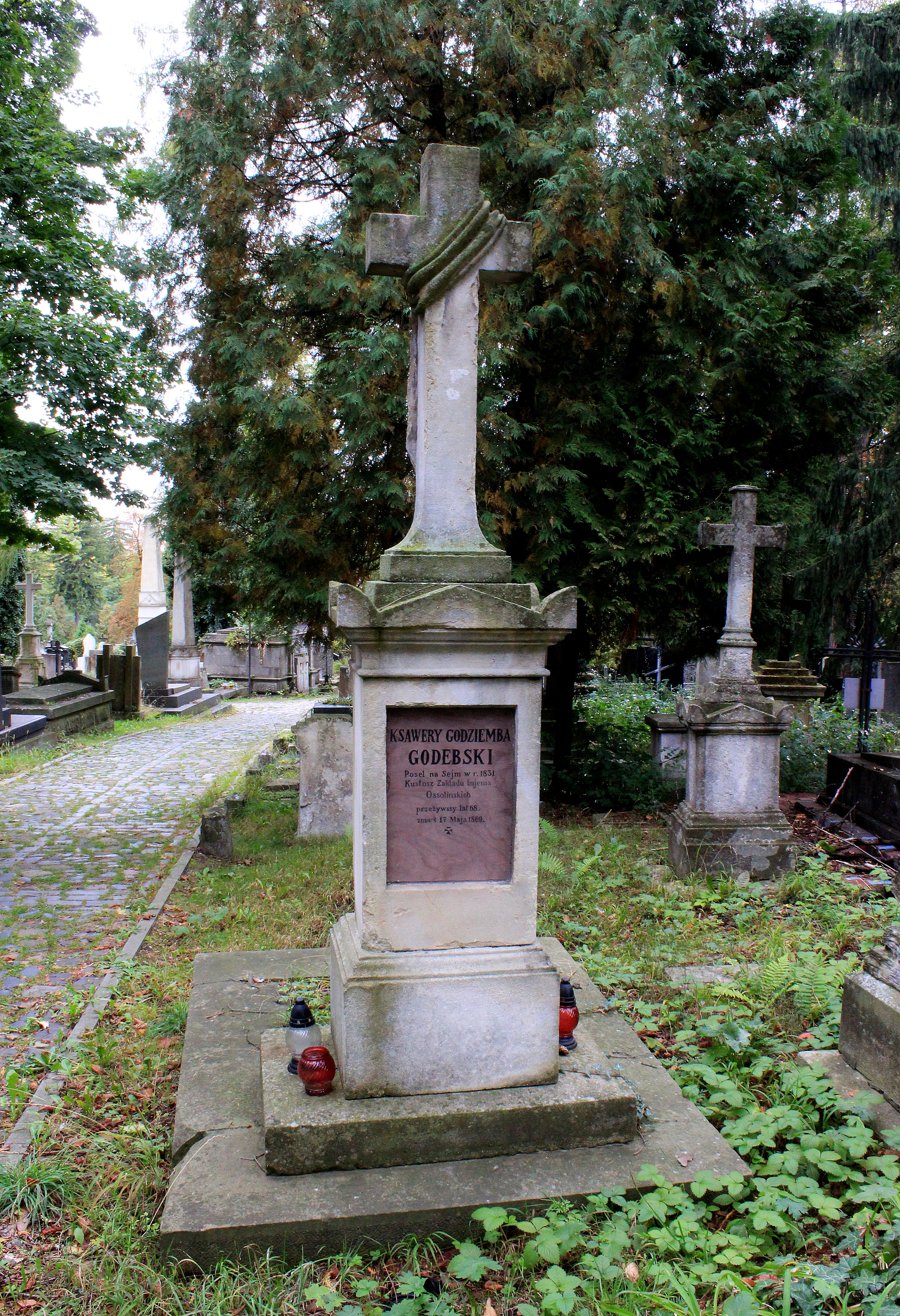
Нагробок на могилі Франциска Годебського